# Exechia bilobata
Exechia bilobata är en tvåvingeart som beskrevs av Shaw 1951. Exechia bilobata ingår i släktet Exechia och familjen svampmyggor. Inga underarter finns listade i Catalogue of Life.